# 飯野ひかり幼稚園
飯野ひかり幼稚園(いいのひかりようちえん）は、愛知県豊田市藤岡飯野町にある私立幼稚園。

## 卒園後の進路
- 豊田市立中山小学校
- 豊田市立飯野小学校

## バス運行ルート
- 豊田市立中山小学校区
- 豊田市立飯野小学校区
- 豊田市立石畳小学校区
- 豊田市立御作小学校区（一部）

## 交通アクセス
- 中山インターチェンジより車かタクシーで約10分
- 猿投駅(名鉄三河線)より車かタクシーで約20分